# منازعة الشرود
منازعة الشرود (بالإنجليزية: Distraction-conflict)‏ مصطلح يُستخدم في علم النفس الاجتماعي. يُعتبر مصطلح منازعة الشرود بديلًا للمبدأ الأول لنظرية روبرت زايونتس عن التيسير الاجتماعي. يبدو هذا المبدأ الأول محل ترحيب عن نموذج منازعة الشرود. يصيغ زايونتس هذا المبدأ كالآتي: حضور فرد في وسط ما يؤدي إلى نوع من الإثارة، تيسر هذه الإثارة من المهمات المتقنة وتثبط من إمكانية المهمات المعقدة. ينص نموذج منازعة الشرود على الآتي: «ينشأ التنازع في حضور الآخر، بين الانتباه للشخص والانتباه للمهمة». يستدعي نموذج منازعة الشرود هذا التنازع الانتباهي قائلًا إنه مسؤول عن إثارة الذات.
يقع التنازع الانتباهي بين المنبهات العديدة عندما تهتم الذات بتكريس الانتباه لكل منبه. يُشار للمهمة البعيدة عن الهدف الأساسي للذات باسم المشتتة. ينشأ النزاع عندما يصير الضغط على الذات للانتباه لكل مدخلاتها متساويًا، مع ضعف قدرة الفرد الإدراكية على تحقيق ذلك.
يطرح البعض أن نظرية منازعة الشرود تقترح أن «الشرود أثناء مهمة بسيطة سيحسن من الأداء إذا أثار تنازعًا انتباهيًا». وكما تفيد نظرية التيسير الاجتماعي لزايونتس، تشير نظرية منازعة الشرود إلى تيسير أداء الفرد في مهمة بسيطة بفعل الإثارة، بينما يعيق الشرود أداءه في المهمات المعقدة عند التعرض لنفس المادة المثيرة. يجب على مستوى المشتت أن يتعلق بالأداء لكي تتفوق فوائد الإثارة على تكاليف الارتباك. قد تكلف منازعة الشرود -بالإضافة للريب الاجتماعي والانتباه للذات- «موارد باهظة لأنها تمتص القدرة الانتباهية».
يتوقع هذا النموذج نشوء الدافع من أي تنازع انتباهي. دعمت العديد من الدراسات نموذج منازعة الشرود، بنتائجها التي تظهر أن «المشتتات، مثل الضوضاء أو الومضات، لها نفس التأثيرات الدافعة لأداء المهمة التي يفعلها الجمهور». لأن «انتباهنا يُقسَّم بين المهمة ذات الشأن وملاحظة ردود فعل الجمهور» بنفس الطريقة التي يُشتت فيها الفرد من المهمة ذات الشأن بالأصوات أو الومضات الضوئية. يظهر أن تأثير منازعة الشرود أقوى عند وجود شعور الطوارئ.

## النتائج التجريبية الرئيسة
افترض ساندرز وبارون وموور في البحث المبدئي في عام 1978، أن الخاضعين للتجربة سيشردون عند أداء مهمة ما بحضور الجمهور مقارنة بإتمام العمل وحدهم. أمل الباحثون أن يوضحوا ذلك خلال مهمة الكلمة المزدوجة.
خضع المشاركون في هذه الدراسة إلى تجارب استباقية، إذ قُدمت الكلمة الدالة في زوجين وحاول المشارك تخمين الكلمة المناسبة المتعلقة بها. خضع المشاركون إلى قائمة تنافسية (قائمة معقدة تكون الكلمة الدالة فيها ذات صلة بعيدة بالأخرى) وقائمة غير تنافسية (قائمة بسيطة بزوجين من الكلمات كل منهما متعلق بالآخر). أُدخل الجمهور بين التجارب الاختبارية والممارسة.
قيس الأداء بالأخطاء الإجمالية مقسمة على أزواج الكلمات في القائمة. وقيس الشرود بالتقرير الذاتي عن الانتباه للمهمة وأخطاء الاستدعاء. وجد الباحثون أن حضور الجمهور أعاق الأداء في القائمة المعقدة وساعد الأداء في القائمة البسيطة. أكد ساندرز وبارون وموور أن تلك البيانات تشير إلى زيادة الشرود في حضور الجمهور. استنتج الباحثون أن إثارة الخاضعين للتجربة والتأثيرات المصاحبة لذلك كانت بسبب المادة المشتتة إلى حد ما.

### تشتيت الآخرين
أثير تساؤل حول هذه النظرية عن المصدر الحقيقي لتشتت الانتباه في حضور الآخرين. طرح ساندرز وبارون وموور أن الشرود قد يحدث إذا «أرادت الذات الحصول على معلومات بالمقارنة الاجتماعية من الطرف الآخر. أقام الباحثون في التجربة نفس المهمة في ثلاث أحوال مختلفة: وحيدًا، وإجراء المهمة مع شخص آخر يقوم بنفس المهمة، ومع شخص آخر يقوم بمهمة مختلفة، وافترضوا أن الشرود لن يحدث إلا عند أداء الشخص الآخر لنفس المهمة بسبب إثارة هذا الموقف للمقارنة الاجتماعية. افترض الباحثون أن الأشخاص مشتتون لأنهم يثيرون الاحتياج إلى المقارنة الاجتماعية، لذا يحسن هذا الضغط من تأثيرات التيسير الاجتماعي».
أجرى المشاركون مهمة منسوخة في حالتين. أُخبر البعض أن الدراسة تدور حول انطباعاتهم عن المهمة، لذا لم يخضع هؤلاء المشاركون إلى ضغط كبير للمقارنة الاجتماعية. بينما أُخبر المشاركون الآخرون عن وجود مفاجأة مؤجلة تتناسب مع أدائهم، ما جعلهم يقارنون أداءهم مع زميل العمل.
وجد ساندرز وبارون وموور أن المشاركين في التجربة دُفعوا إلى مقارنة أدائهم مع الزملاء، ما سبب الشرود. ولاحظوا أن تأثيرات التيسير الاجتماعي ارتبطت بهذا الشرود.

## النتائج الحديثة
فحص هوغيوت وزملاؤه (1999) تأثير الحضور الاجتماعي في تأثير ستروب. طلب الباحثون من المشاركين في التجربة إنهاء هذه المهمة وحدهم أو مع زميل. عمل هذا الزميل على المهمة ببطء، أو بنفس السرعة، أو عمل أسرع من المشارك. وجد الباحثون أن تدخل ستروب يقل للمشاركين الذين عملوا بنفس سرعة الزميل أو يفوقونه في السرعة. تشير النتائج إلى دخول المشاركين في المقارنة الاجتماعية مع الزميل، وهذه المقارنة تثير شرودًا.
وجدت الدراسة التي أجراها مولر وأتزيني وبوتيرا في عام 2004 دليلًا على فرضية التنازع الانتباهي في نموذج منازعة الشرود. كُلف الخاضعون للتجربة عشوائيًا بمهمة في الحالات الآتية: وحيد، وفي حالة مقارنة اجتماعية مع زميل متفوق، وفي حالة مقارنة اجتماعية مع زميل أقل منه أداءً، وطُلب منهم إكمال مهمة بالإشارة لعلامة الدولار «$» في صور متعددة. وجد الباحثون أن العمل المشترك قلل الخطأ في حالة المقارنة الاجتماعية مع الزميل المتفوق. يستنتج المؤلفون أن الزملاء يؤججون المقارنة الاجتماعية، لذا فهم مثيرون.

## نقائص نموذج منازعة الشرود
تنتج النقائص الرئيسة من نموذج منازعة الشرود من حدود البيانات والتفسيرات البديلة المتاحة. اعترفت دراسة ساندرز وبارون وموور في عام 1978 أن الشرود ليس السمة الوحيدة المحفزة للإثارة. ويلاحظون: 
المقاييس [الخاصة بالمشتتة] لا تتوافق مع بعضها أو مع الأداء، ولا تُنتج اختلافات بين الأحوال، وتفشل في مجاراة توجهات بيانات الأداء ذات الصلة أو مراجعتها.
لم يحسم البحث الجاري السبب الأولي لزيادة الدافعية بعزوه للشرود.